# ريتشارد مارتيني (لاعب كرة قدم)
ريتشارد مارتيني (بالفرنسية: Richard Martini)‏ هو لاعب كرة قدم فرنسي، ولد في 26 أغسطس 1978 في مارسيليا في فرنسا. لعب مع أولمبيك مارسيليا ونادي شاتورو ونادي غانغون ونادي لوريان ونادي مارتيغ.

## وصلات خارجية
- ريتشارد مارتيني على موقع قاعدة بيانات كرة القدم.إي يو (الإنجليزية)
- ريتشارد مارتيني على موقع Soccerway.com (الإنجليزية)
- ريتشارد مارتيني على موقع عالم كرة القدم.نت (الإنجليزية)